# لويس دوبويس (رسام)
لويس دوبويس هو رسام بلجيكي، ولد في 13 ديسمبر 1830 في بروكسل في بلجيكا، وتوفي في 28 أبريل 1880 في شيربيك في بلجيكا.